# Bettina Rausch

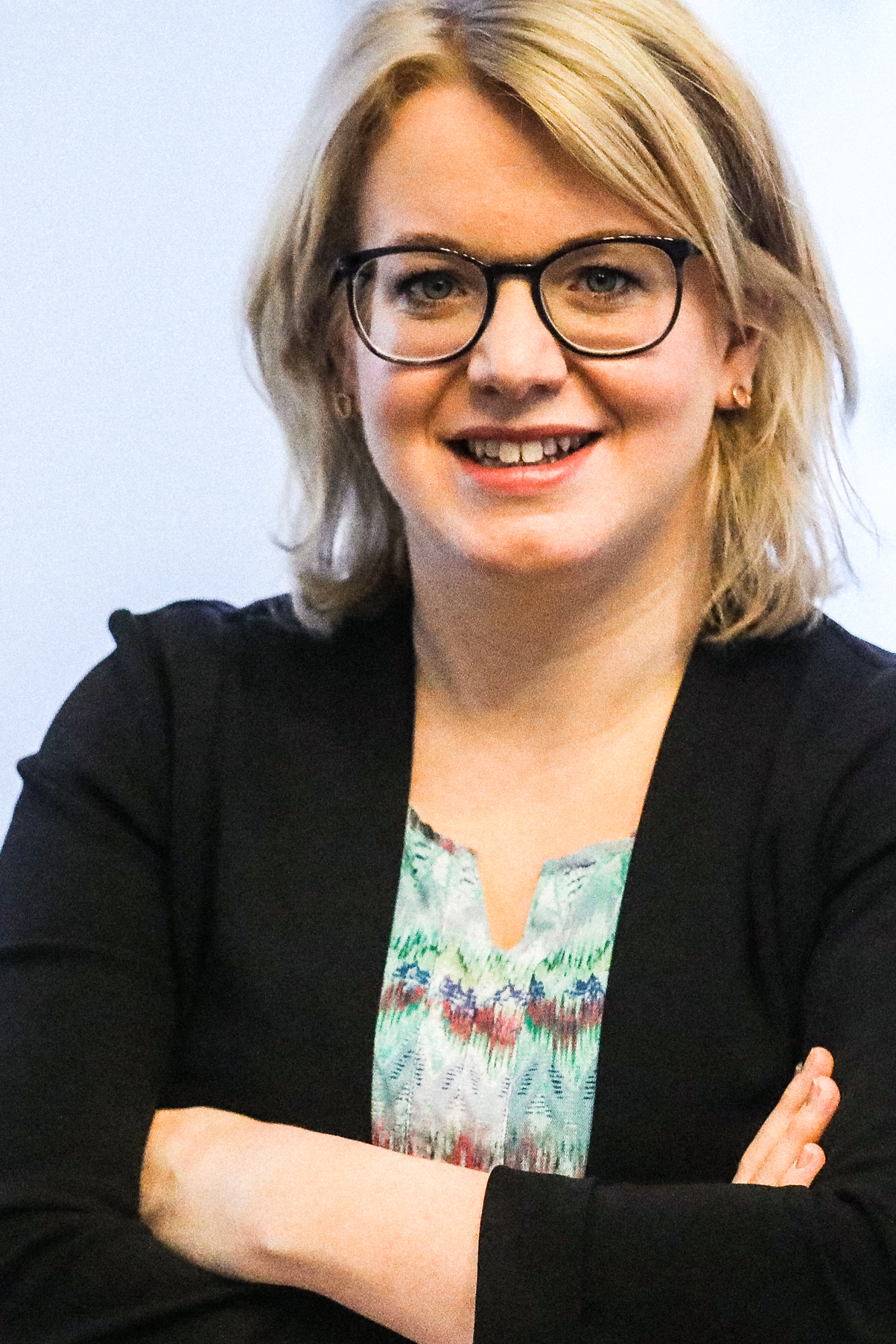
Bettina Rausch (2018)

Bettina Rausch-Amon (* 25. Dezember 1979 in Scheibbs) ist eine österreichische Politikerin (ÖVP). Rausch-Amon war von 2008 bis 2013 Mitglied des Bundesrates für Niederösterreich und von 2013 bis 2018 Abgeordnete zum Landtag von Niederösterreich. Seit 2018 ist sie Präsidentin der Politischen Akademie der Volkspartei, vom 22. Dezember 2021 bis zum 23. Oktober 2024 war sie Abgeordnete zum Nationalrat.

## Ausbildung und Beruf
Rausch-Amon besuchte von 1985 bis 1989 die Volksschule in Krummnußbaum und ab 1989 das Stiftsgymnasium Melk. Nach der Matura 1997 absolvierte sie bis 1999 ein Tourismuskolleg an den Europa-Wirtschaftsschulen Wien und studierte von 2003 bis 2009 Rechtswissenschaften, Publizistik und Kommunikationswissenschaft sowie Politikwissenschaften an der Universität Wien. Rausch-Amon schloss ihr Studium 2009 mit dem akademischen Grad Mag. phil. ab. 2014 schloss sie ihre Ausbildung zur Diplomierten Krankenhaus-Betriebswirtin/Akademischen Health Care Managerin und 2019 mit dem akademischen Grad MBA an der WU Executive Academy in Wien ab.
Beruflich war Rausch-Amon zwischen 1999 und 2000 als Reisebüro-Mitarbeiterin beschäftigt, bevor sie zwischen 2000 und 2003 als parlamentarische Mitarbeiterin der Europaabgeordneten Ursula Stenzel arbeitete. In der Folge war sie von 2003 bis 2004 im Projektmanagement der Jungen Akademie NÖ und danach von 2005 bis 2007 im Sales & Produktmanagement für Online-Marketing sowohl beim Vorarlberger Medienhaus (Standort Wien) sowie bei der Tourismus Technologie GmbH (Standort Krems) beruflich tätig. Von 2011 bis 2018 war  Rausch-Amon Angestellte der Niederösterreichischen Landeskliniken-Holding, zuletzt als Stabsstellenleiterin für Organisationsentwicklung.
Darüber hinaus arbeitet  Rausch-Amon seit 2001 regelmäßig als freie Trainerin, Moderatorin und Prozessbegleiterin, v. a. im politischen und Non-Profit-Umfeld. Sie hat zu diesem Zwecke 2013/14 u. a. die School of Facilitating (Berlin/Wien) besucht und eine Ausbildung zum Facilitator absolviert. Seit 2017 ist sie auch als externe Lektorin im Department Business an der IMC Fachhochschule Krems tätig.

## Politik
Rausch-Amon war seit 2001 Mitglied des Landespräsidiums der Jungen Volkspartei (JVP) in Niederösterreich und von 2004 bis 2013 Landesobfrau der JVP Niederösterreich sowie von 2009 bis 2014 Bundesobmann-Stellvertreterin von Sebastian Kurz in der Bundesleitung der Jungen ÖVP. Von 2004 bis 2013 war sie zudem Mitglied des Landesparteivorstandes der ÖVP Niederösterreich. Bei der Landtagswahl in Niederösterreich 2008 erhielt sie 2.441 Vorzugsstimmen. Rausch belegte damit den neunten Platz aller Kandidaten. Nach der Landtagswahl wurde Rausch-Amon vom Landtag in den Bundesrat entsandt, dem sie ab dem 10. April 2008 angehörte. Bei der Landtagswahl am 3. März 2013 erhielt sie 3.118 Stimmen und wurde am 24. April 2013 als Abgeordnete im Landtag von Niederösterreich angelobt. Sie war u. a. Bildungssprecherin ihrer Fraktion. Nach der Landtagswahl in Niederösterreich 2018 schied sie aus dem Landtag aus.
Ab 2014 war Rausch-Amon gemeinsam mit Sebastian Kurz, Elisabeth Köstinger und Harald Mahrer im Präsidium der Politischen Akademie der ÖVP und kümmerte sich dort v. a. um die Bildungs- und Nachwuchsarbeit. Im April 2018 folgte sie Sebastian Kurz als Präsidentin der Politischen Akademie der Volkspartei nach und will die Politische Akademie mit drei Schwerpunkten positionieren: Innovation und Exzellenz in der politischen Bildungsarbeit, Werte-Zentrum der Volkspartei und Knotenpunkt für die weitere Öffnung der Volkspartei.
Im Mai 2015 wurde  Rausch-Amon zur stv. Landesvorsitzenden von Wolfgang Sobotka im NÖAAB (NÖ ArbeitnehmerInnen-Bund) gewählt. Rausch-Amon bekleidet darüber hinaus ehrenamtliche Funktionen u. a. als stv. Landesvorsitzende des NÖ Bildungs- und Heimatwerks (kurz: BHW NÖ), als Präsidentin des Club35 der Jungen ÖVP, sowie im Vorstand des Vereins NöART und der EMMAUS-Gemeinschaft St. Pölten.
Nach dem Wechsel von Karl Mahrer in die Wiener Stadtpolitik im Dezember 2021 ging sein Nationalratsmandat im Landeswahlkreis 9 – Wien an Martin Engelberg, dessen Mandat auf der Bundesliste übernahm  Rausch-Amon. Im Herbst 2024 soll ihr Wolfgang Sobotka als Präsident der Politischen Akademie der ÖVP nachfolgen.

## Publikationen
Als Herausgeberin
- mit Karl Nehammer: Offen für Neues – Analysen und Einschätzungen zum ersten Jahr der neuen Volkspartei, Verlag Noir, Wien 2018, ISBN 978-3-9504382-2-2
- mit Andreas Khol, Stefan Karner, Wolfgang Sobotka, Bettina Rausch, Günther Ofner und Dietmar Halper: Jahrbuch für Politik 2018, Böhlau Verlag, Wien 2019, ISBN 978-3-205-23218-6
- mit Andreas Khol, Stefan Karner, Wolfgang Sobotka, Bettina Rausch, Günther Ofner und Dietmar Halper: Jahrbuch für Politik 2019, Böhlau Verlag, Wien 2020, ISBN 978-3-205-20997-3
- mit Simon Varga: Christlich-soziale Signaturen. Grundlagen einer politischen Debatte, Verlag Noir, Wien 2020, ISBN 978-3-9504382-5-3
- mit Manfred Prisching: Bürgerliche Impulse. Annäherungen aus Wissenschaft, Politik und Praxis, Verlag Noir, Wien 2023, ISBN 978-3-9505126-2-5